# Follow the Blind
Follow the Blind es el segundo álbum del grupo de power metal alemán Blind Guardian. El disco está compuesto de 10 canciones y salió a la venta en 1989. La producción corrió a cargo de Kalle Trap y fue grabado en los meses de enero y febrero de 1989 en Alemania. Destaca la colaboración del por aquel entonces guitarra de Helloween, Kai Hansen, en la canción «Valhalla». La portada es un diseño de Van Waay Design. Destacan los temas «Valhalla» y «Banish from Sanctuary».

## Formación
- Hansi Kürsch: Voz y bajo
- André Olbrich: Guitarra y coros
- Marcus Siepen: Guitarra y coros
- Thomas "Thomen" Stauch : Batería

## Lista de canciones
| N.º | Título                                 | Duración |  |
| 1.  | «Inquisition»                          | 0:40     |  |
| 2.  | «Banish from Sanctuary»                | 5:27     |  |
| 3.  | «Damned for All Time»                  | 4:57     |  |
| 4.  | «Follow the Blind»                     | 7:10     |  |
| 5.  | «Hall of the King»                     | 4:16     |  |
| 6.  | «Fast to Madness»                      | 5:57     |  |
| 7.  | «Beyond the Ice»                       | 3:28     |  |
| 8.  | «Valhalla»                             | 4:56     |  |
| 9.  | «Don't Break the Circle» (Demon Cover) | 4:20     |  |
| 10. | «Barbara Ann» (Beach Boys Cover)       | 1:43     |  |